# Kleine Kuipersstraat
De Kleine Kuipersstraat is een straat in Brugge.

## Beschrijving
Wanneer een straat in Brugge het adjectief 'klein' in zijn naam heeft, dat gaat het ongeveer altijd over een zijstraat(je) gelegen bij een gelijknamige straat. Dit is niet zo met de Kleine Kuipersstraat, die op behoorlijke afstand ligt van de Kuipersstraat.
Het gaat om een benaming die niet veel jonger is dan die van de Kuipersstraat. In 1385 werd de Cuperstrate in de Lane in de stadsrekening vermeld. Ook in andere documenten wordt de straat vermeld:
- Cuperstraetkin an de Vridachmarct;
- Cleen Cuperstraetkin;
- Cleen Cuperstraetkin by de Wulfhagestrate.

Dat er bijkomende plaatsbepaling gebeurde, was ongetwijfeld om het onderscheid te maken met de Kuipersstraat bij de Markt.
Om welke reden die tweede Kuipersstraat haar naam kreeg is niet duidelijk. Het meest aannemelijk is dat daar verschillende kuipers hun ambacht uitoefenden of dat het kuipersgild daar eigendommen had, wellicht huisjes voor arme of oude gildebroeders. Het zijn maar gissingen, want documenten hierover werden niet ontdekt.
De Kleine Kuipersstraat loopt van de Korte Lane naar de Bollaardstraat.

## Literatuur

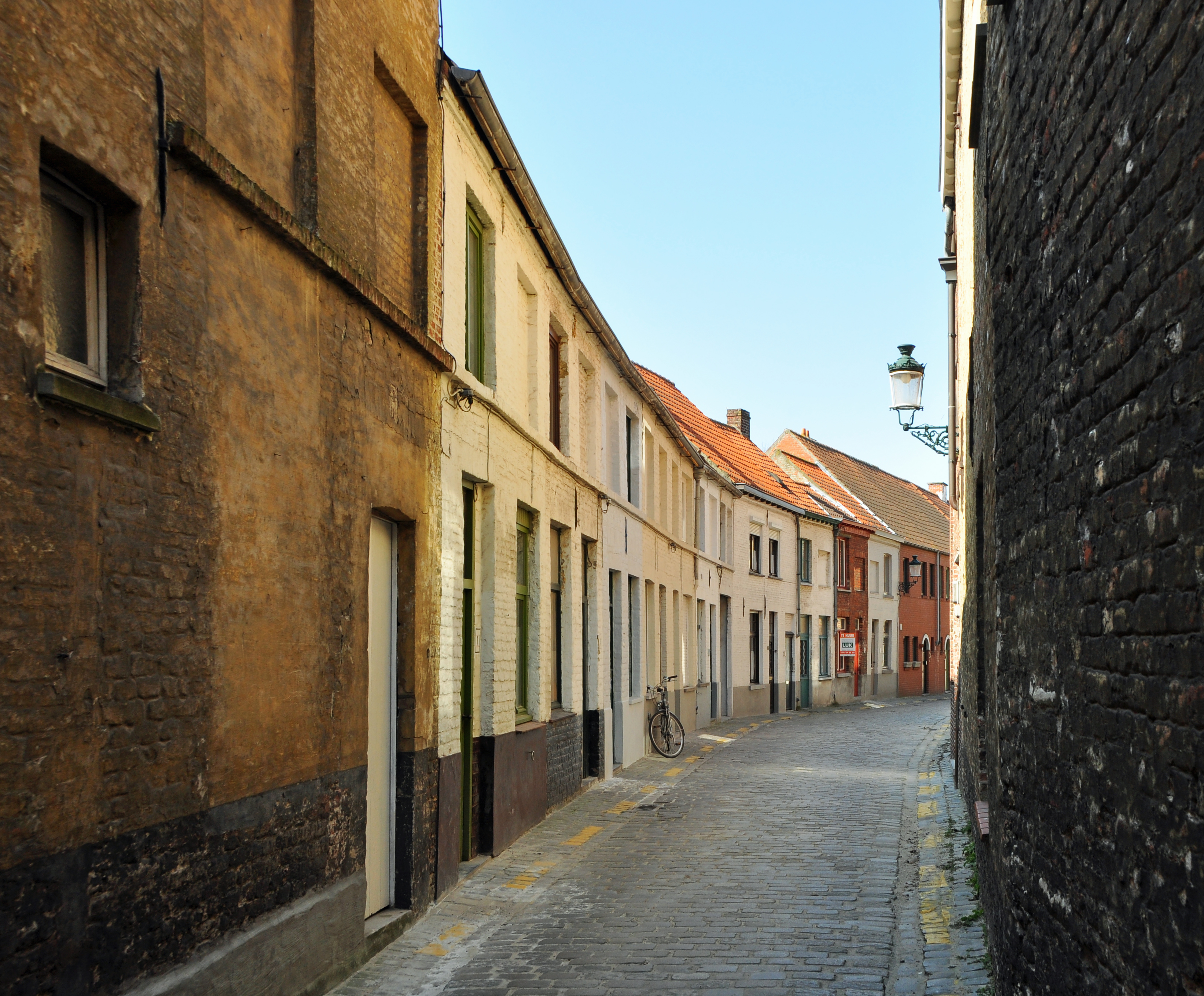
Kleine Kuipersstraat, gedeelte dichtst bij de Korte Lane
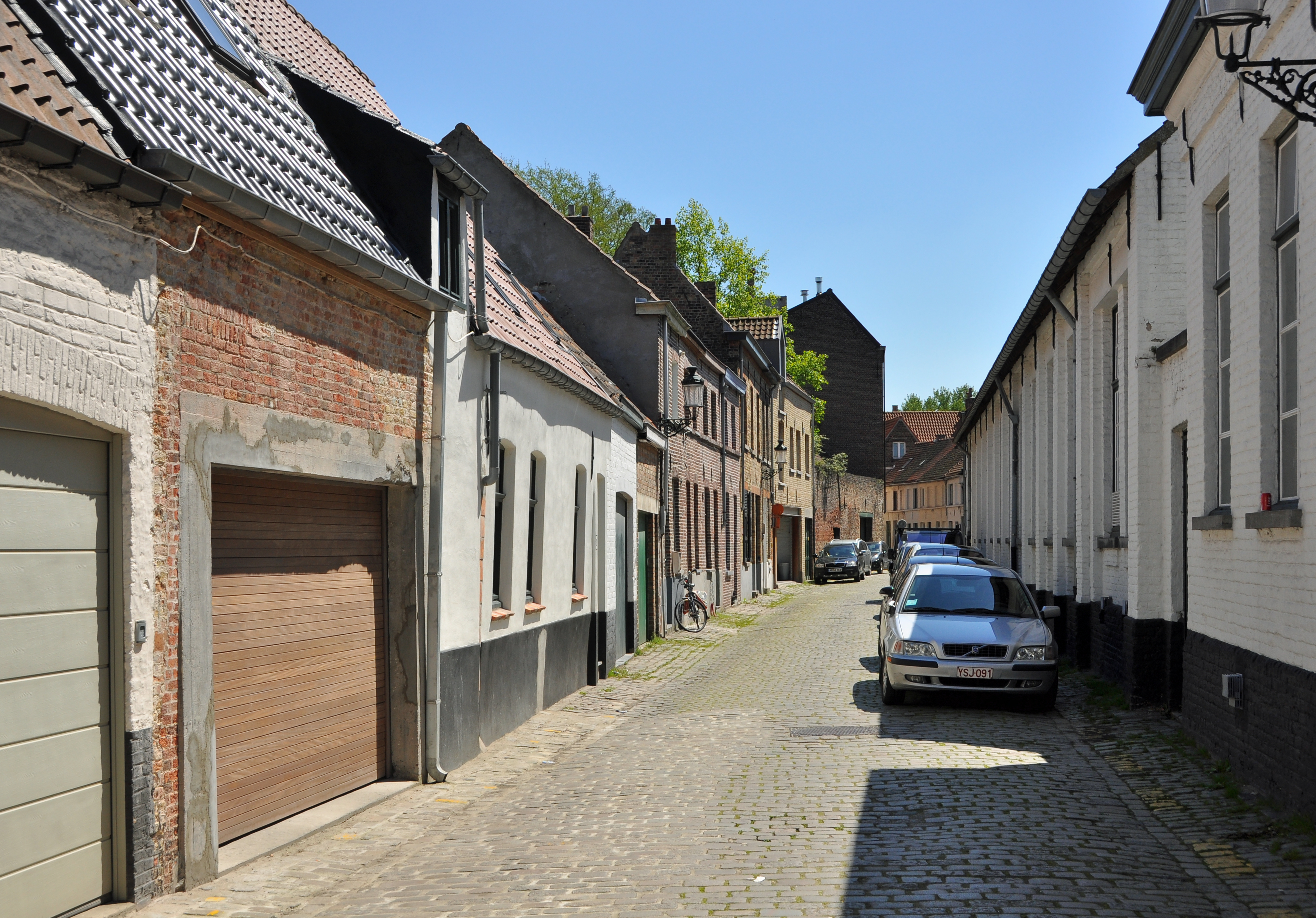
Kleine Kuipersstraat in de richting van de Korte Lane gezien